# Xylopia monosperma
Xylopia monosperma este o specie de plante angiosperme din genul Xylopia, familia Annonaceae, descrisă de L.W. Jessup. Conform Catalogue of Life specia Xylopia monosperma nu are subspecii cunoscute.